# Gynochthodes sessilis
Gynochthodes sessilis är en måreväxtart som beskrevs av David A. Halford. Gynochthodes sessilis ingår i släktet Gynochthodes och familjen måreväxter. Inga underarter finns listade i Catalogue of Life.